# Cavasso Nuovo
Cavasso Nuovo es una localidad y comune italiana de la provincia de Pordenone, región de Friuli-Venecia Julia, con 1.654 habitantes.

## Evolución demográfica
| Gráfica de evolución demográfica de Cavasso Nuovo entre 1861 y 2001 |
|                                                                     |
| Fuente ISTAT - elaboración gráfica de Wikipedia                     |